# SimCity
SimCity es una serie de videojuegos de construcción de ciudades desarrollada y publicada por Maxis (actualmente una división de Electronic Arts) en sus primeros juegos. La temática de los juegos de la serie se enfoca en la creación, gestión y evolución de ciudades.
El juego consiste exactamente en crear para abastecer.
Los juegos de la saga SimCity son principalmente para un solo jugador, a excepción de una edición de SimCity 2000 para juego en red, y una conversión del SimCity original para sistemas Unix. SimCity 4 permite el intercambio entre jugadores de mapas regionales y ciudades, pero no permite el juego simultáneo en tiempo real.

 En el SimCity (2013) el modo multijugador era uno de los puntos más importantes del juego ya que podía definir para bien o mal el futuro de la ciudad del jugador.

Símbolo del "Simoleón". La moneda utilizada en todas las entregas posteriores al simcity 4

## Jugabilidad
El jugador empieza en un mapa en blanco y en el siglo XX, y debe iniciar, abastecer y expandir una ciudad con el presupuesto con que dispone. La ciudad debe brindar a sus ciudadanos los servicios básicos que requieran, como acueducto, energía eléctrica y gestión de residuos urbanos (en SimCity 3000, 4 y variables del 3000). Además de los servicios elementales, los ciudadanos deben tener acceso a salud, educación, seguridad, y sitios de esparcimiento, representados todos ellos mediante diferentes edificios. Además, los jugadores deben crear carreteras para conectar edificios y estar atentos a terremotos y posibles desastres.
La fuente principal de ingresos monetarios de la ciudad son los impuestos, que pueden alterarse con diferentes resultados. Algunas otras formas de obtener ingresos son la venta de servicios a ciudades vecinas, y la ubicación de edificios especiales dentro de la ciudad (casinos, bases militares, etc.).

## Versiones de computador u ordenador

### SimCity
SimCity fue publicado en 1989, y fue el primero de la saga SimCity. El juego fue desarrollado originalmente por el diseñador de juegos Will Wright. Wright obtuvo la inspiración para SimCity en una característica del juego Raid on Bungeling Bay que le permitía crear sus propios mapas durante el desarrollo; notando que disfrutaba más de crear mapas que de jugar formalmente. Adicionalmente, Wright se inspiró en la lectura de "The Seventh Sally", una corta historia de Stanislaw Lem, en la que un ingeniero encuentra a un tirano destituido, y crea una ciudad en miniatura con ciudadanos artificiales para que el tirano oprima.
La primera versión del juego fue desarrollada para el Commodore 64 en 1985, pero sería publicada cuatro años después. El título original de SimCity fue Micropolis. El juego representó un paradigma inusual en videojuegos, ya que el jugador no podía ganar ni perder; como resultado, los distribuidores no creían que fuera posible vender un juego de ese estilo satisfactoriamente. Brøderbund rechazó publicar el título cuando Wright se lo propuso. Finalmente, Jeff Braun, fundador de la entonces naciente Maxis, aceptó publicar SimCity como uno de los dos títulos iniciales de la compañía.
Este SimCity, salió para muchas plataformas, tanto de PC, como Consola, incluso video doméstico (CD-TV); pero salieron para PC, packs exclusivos de expansiones. Estaban el Classic Graphics, el Classic Graphics 2 y el Terrain Editor. Los packs, servían para personalizar el aspecto de tu ciudad de otra época, y bien, el Terrain Editor, te permite modificar el terreno, sin coste alguno.

### SimCity 2000
El inesperado éxito del SimCity original, combinado al relativo poco éxito de los demás juegos tipo Sim, motivó el desarrollo de una secuela. SimCity 2000 (SC2K) es una extensión del concepto planteado con el primer SimCity, con una gran cantidad de modificaciones importantes: la vista pasó de ser cenital a ser isométrica, los terrenos pueden tener diferentes elevaciones, y se introdujeron capas subterráneas para tuberías de acueducto y vías de metro subterráneas.
El jugador puede construir edificios de servicios especiales como prisiones, escuelas, librerías y hospitales libremente, a diferencia del primer juego donde estos aparecen aleatoriamente en los sectores residenciales. El jugador puede también construir autopistas, caminos, estaciones de bus y tren, además de aeropuertos y puertos marítimos. Hay además nueve tipos diferentes de plantas de energía, incluyendo plantas de carbón y gas natural y aerogeneradores, además de plantas futuristas de fusión nuclear y microondas.
Se introdujeron controles de presupuesto y finanzas mucho más elaborados. Los impuestos pueden ajustarse individualmente para las zonas residencial, comercial e industrial, y es posible aprobar ordenanzas y realizar conexiones con las ciudades vecinas.
Otra nueva adición en SimCity 2000 es la herramienta de consulta, que brinda información variada de la casilla o la estructura señalada, dependiendo del caso. En el caso de las carreteras, por ejemplo, la herramienta muestra la densidad de tráfico que hay en ese punto, mientras que al señalar una planta de energía se muestran datos como el tipo de planta y su capacidad de potencia.
Se añadieron gráficas para los edificios en construcción en las diferentes zonas, además de edificios oscurecidos para representar el abandono de algunas áreas.
El juego dispone de un sistema de noticias informativas que aparecen mediante artículos de periódico. Las noticias informan al jugador de nuevas tecnologías y desastres recientes, además de advertir de plantas de energía con demasiado tiempo de uso. SimCity 2000 es el único juego de la saga que utiliza ese sistema, pues las versiones posteriores tienen una barra de noticias.

### SimCity 3000
Hubo varios cambios entre SimCity 3000 y su predecesor SimCity 2000, tanto en gráficas como en cuestiones de manejo de la ciudad.
Uno de los cambios fue la introducción del gestión de residuos de la ciudad, que había sido ignorado en las versiones anteriores. Cuando la población de una ciudad sobrepasa los 1000 habitantes, en las calles empieza a acumularse basura que debe ser dispuesta mediante algún método -vertedero, incineración o reciclaje, entre otros. En SimCity 3000 hay tres densidades -baja, media y alta- para cada tipo de zona, comparadas con las dos para cada tipo que existían en SimCity 2000. Como detalle adicional añadido, las plantas de energía pierden eficiencia tras permanecer más de tres cuartas partes de su vida útil en funcionamiento.
Aunque el concepto de ciudades vecinas ya había sido iniciado en SimCity 2000, fue expandido en gran medida en SimCity 3000. Por primera vez fue posible interactuar con los vecinos, realizando pequeños negocios de compra y venta de servicios de agua, energía y disposición de desechos. Los negocios generaban ingresos o gastos que se deducían automáticamente de la tesorería del jugador; cancelarlos generaba una multa monetaria. Los alcaldes con quienes se tiene un trato activo convocan reuniones esporádicamente para renegociar los costos del mismo, dando en ese momento la posibilidad al jugador de cancelar el trato sin pagar la multa.
Hubo diversos cambios en la interfaz gráfica del juego en SimCity 3000. En esta versión, los colores del suelo variaban dependiendo de la altura del terreno, variando desde el color de la arena costera al blanco de las zonas nevadas. En SimCity 2000 el terreno podía ser plano o inclinado, pero todas las inclinaciones tenían la misma pendiente. En SimCity 3000 existen 5 niveles diferentes de inclinación, dando la posibilidad de crear paisajes más variados.

### SimCity 4
Las ciudades en SimCity 4 están localizadas en regiones que se dividen en segmentos, cada uno de los cuales puede desarrollarse. El jugador tiene la posibilidad de iniciar su ciudad en un segmento cuadrado con un tamaño de área que varía entre 1 km de lado y 4 km de lado. Una ciudad grande tiene 16 km² de área.
El sistema de zonas y el tamaño de los edificios se mejoró en esta entrega. Las zonas ahora se alinean automáticamente con las carreteras, y las calles se crean automáticamente cuando se zonifica en grandes áreas de terreno. Aunque es posible usar MAYUS para omitir esta opción y CTRL para crear una sola parcela para edificios de gran tamaño. Los edificios ahora se clasifican en distintos niveles de riqueza, tipos de zona y tamaños, que dependen de la población de la región y la condición de la ciudad. Además, es posible construir edificios en terrenos inclinados.
Hay muchas novedades respecto a SC3K. Para empezar, la calidad de imagen. Este juego usa un motor gráfico 3D, pero no es 3D real. -no nos permite desplazarnos en 3D- Este 3D da la sensación de que la ciudad parece una fotografía real. También es posible cambiar el estilo arquitectónico de nuestra ciudad entre los disponibles: Chicago 1890, Houston 1990, Nueva York 1940 y Europa Actual (2000).
Ahora, la ciudad es mucho más visual. En los barrios lujosos, las aceras serán rosas, habrá palmeras, piscinas y jardines y niños jugando en la calle; al contrario, en los peores barrios, las calles son sucias, los patios son descuidados y los niños juegan en los patios. Otra novedad es el cambio de día y noche. Independientemente de la fecha (DD/MM/AAAA), tenemos un reloj con hora. Dependiendo de la hora, habrá más o menos tráfico, gente y podremos ver bonitas transiciones entre el día y la noche.
SimCity 4 puede ser usado junto a Los Sims: es posible importar Sims para usarlos en el modo My Sim. Además, los diseños de ciudad creados en SimCity 4 pueden usarse como plantillas de vecindario en Los Sims 2; la ubicación de caminos, árboles, puentes, ríos y colinas se conservan en la importación.

#### SimCity 4: Hora Punta
Pack de expansión para el SimCity 4. Aparecen nuevas formas de construcción, sobre todo de carreteras, en las que destacan: las carreteras de un solo sentido, las avenidas, autopistas a ras de suelo, nuevos tipos de conexiones entre autopistas, hay varios estilos de puente y otras opciones nuevas para mejorar tu ciudad. Los cambios incluyen una interfaz mejorada, pero siempre guardando los preceptos del juego. A diferencia del resto de versiones, se puede definir los diseños de los edificios que quieras que se construyan en tu ciudad.
Con la versión hora punta, también es posible conducir vehículos como aviones, helicópteros, coches, motos y barcos. También es posible ver la vida de nuestro Sim.
Hasta el momento es aún considerada la mejor versión de la saga.

### SimCity Societies
SimCity Societies es diferente a los anteriores títulos de la saga SimCity, siendo descrito como un "simulador de ingeniería social" en vez de un simulador de construcción de ciudades.
En SimCity Societies el jugador no crea zonas, sino que construye los edificios individualmente. Las redes de transporte se redujeron a caminos de tierra y pavimentados, subterráneos y paradas de bus. Además, los impuestos no juegan un papel importante en el juego, sino que el jugador obtiene ingresos de los edificios de trabajo existentes en la ciudad
Existen en el juego seis "energías sociales", que permiten al jugador conocer las características de los ciudadanos. La ciudad cambiará su aspecto dependiendo de las energías que el jugador elija, pudiendo enfocarse en satisfacer una sola, varias, o todas ellas.

### SimCity Social
SimCity Social fue un juego social en línea para la red social Facebook donde los usuarios crean su propia ciudad e interactuar con las ciudades de sus amigos de Facebook. el juego fue desarrollado por Maxis y Playfish y publicado por Electronic Arts. El juego fue anunciado en la Electronic Entertainment Expo 2012, durante la Conferencia de prensa de EA en 4 de junio de 2012, y lanzado el 25 de junio de 2012.
El 14 de abril de 2013, se anunció que el juego se cerraba. En 14 de junio de 2013, SimCity Social y The Sims Social ambos cesaron completamente, sin acceso posible al juego. Esto fue recibido con una respuesta muy negativa de los jugadores de ambos juegos.

### SimCity (2013)
El 7 de marzo de 2012, durante el Game Developers Conference de 2012, Electronic Arts y Maxis anunciaron una quinta entrega de la serie que sería lanzada en febrero del 2013 pero debido a algunos retrasos, el lanzamiento se movió para el 5 de marzo de 2013 exclusivamente para PC.
El 14 de agosto de 2012, en la Gamescom alemana, anunciaron el lanzamiento para Mac el 11 de junio de 2013.
Fue un lavado de cara completo, gráficos completamente en 3D, multijugador en línea, nuevo motor gráfico (Glassbox), así como muchas otras novedades y cambios en el modo de juego.
El lanzamiento del juego estaba plagado de errores de conexión para la mayoría de los usuarios y por esto mismo fue muy criticado. EA anunció que ofrecería un juego gratuito a todos los que compraron Simcity como compensación por los problemas causados. A causa de esto, Amazon.com lo retiró temporalmente de la venta.
EA en el lanzamiento anunció que para poder jugar, inclusive en el modo un jugador, se requería permanente conexión a internet y estarían prohibidos los mods. Sin embargo, luego de las críticas finalmente salió una actualización que permitía jugar en modo Fuera de línea. Otras críticas al juego se debieron a lo excesivamente pequeñas que eran las ciudades (Máximo de 4km2), un cuarto de tamaño a comparación con las versiones anteriores. Además, piratas hackearon el juego para jugarlo sin conexión, debido a que el juego originalmente tiene verificación de licencia vía internet.

## Versiones de Consola

### SimCitySNES
La versión de Super Nintendo es muy similar a la edición original, pero con ciertas características únicas. El monstruo que a veces ataca o es lanzado por el alcalde, es Bowser, personaje popular de Nintendo. Cuando un jugador alcanza estado de Megalópolis se les obsequia una estatua de Mario.

### SimCity 64
Lanzada para la Nintendo 64 como su nombre lo indica. A pesar de que la jugabilidad de SimCity 64 es muy similar a la de SimCity 2000, las texturas gráficas del juego y los gráficos de las edificaciones tienen diferencias considerables entre ambas versiones.
SimCity 64 tiene algunas características especiales únicas que no tienen SimCity 2000 ni SimCity 3000, tales como la posibilidad de observar la ciudad de noche, por ejemplo. Las ciudades en el juego se presentan en gráficos híbridos 3D.

### SimCity Creator
SimCity Creator es el título de un nuevo juego de la saga Sim de Electronic Arts. El juego fue anunciado el 12 de febrero de 2008 por Nancy Smith junto con otros títulos como SimAnimals, MySims Kingdom, y MySims Party. El juego trae una faceta renovada de los antiguos SimCity. El juego salió a la venta en Europa y Asia el 19 de septiembre de 2008 para la Nintendo DS y Wii. Se hicieron anuncios sobre su lanzamiento para PC pero finalmente nunca vio la luz.

## Versiones portables y en línea

### SimCity DS
SimCity DS es una versión altamente modificada de SimCity 3000. El juego utiliza gráficos de dicha versión, pero hace uso de la pantalla doble del Nintendo DS para mostrar interfaces adicionales simultáneamente. El uso de las características específicas de la consola también es notable, como es el caso del uso del micrófono integrado del sistema para apagar incendios mediante soplidos, y el uso de la pantalla táctil para el control de la interfaz.
Al iniciar el juego, el jugador debe inicialmente elegir una localización en la región, uno de los cinco posibles consejeros de gobierno, y luego firmar el acta de creación de la ciudad mediante el stylus. La pantalla superior del DS muestra la ciudad y la barra de noticias, mientras que la inferior muestra el mapa, el consejero, los botones y la información adicional.

### SimCity DS 2
SimCity Creator, que en Japón es nombrada como SimCity DS 2, es un juego para el Nintendo DS hecho en Japón como secuela de SimCity DS y fue lanzado el 29 de marzo de 2008. Se alteró la interfaz, se eliminó ciertas funciones (como el micrófono para apagar incendios) y el juego advierte a los jugadores de posibles desastres, como vandalismo, incendios, tornados o terremotos. En el juego, es posible entrar al modo desafío en donde el jugador toma el rol de chamán en la prehistoria, de un rey en la Edad Media (hasta mediados de los 1800 y puede ser Japón antiguo o Europa Feudal), o de un alcalde en las eras revolución industrial (finales de los 1800 a 2.ª guerra mundial, pudiendo ser Japón Feudal, Revolución Francesa, o el Lejano Oeste), calentamiento global (1997-20XX) y futuro. Además, es posible crear ciudades en determinadas épocas (Calentamiento global está disponible por defecto). Como consecuencia, los jugadores pueden crear ciudades medievales o con aspecto y tema prehistórico. En la prehistoria, solo es posible aumentar la población instalando zonas agrícolas y es posible construir carreteras y edificios talando árboles. En la Edad Media, se introduce la moneda del juego y las funciones destruir edificios, crear o eliminar agua, puentes y eliminación de basura, y las zonas agrícolas forman parte del área industrial, pero seguirán talando árboles para evitar incendios. Los jugadores deben esperar 6 meses de juego al realizar reajustes de impuestos y no pueden hacer reajustes dentro de ese periodo. Con la revolución industrial, se introduce la electricidad y el agua, dejando de lado la alimentación de las zonas agrícolas y es posible crear trenes. Los edificios comerciales, viviendas e industrias aumentan de tamaño a partir de esta era, permitiendo diferenciarlos por tonos. El objetivo de los jugadores que entran al calentamiento global es descontaminar el mapa, remplazando edificios contaminantes por otros ecológicos. Los tonos más negros de los edificios comerciales, viviendas e industrias aparecen al empezar esta era y son más grandes que los otros dos tonos. Además, el reajuste de investigación solo aparece en Calentamiento Global y Futuro.

### SimCity Deluxe(EA Mobile)
En 2008 se lanzó una versión de SimCity, SimCity Deluxe, para el iPhone y el iPod Touch de Apple. Se trata de una adaptación de SimCity 3000 para esta plataforma, igual que la versión para Nintendo DS. El 9 de noviembre de 2011, Electronic Arts lanzó la versión del juego para Android.

### SimCity BuildIt
SimCity BuildIt es una versión para teléfonos inteligentes del Simcity (2013). Disponible para iOS en la App Store y Android en el Google Play. Es un juego Freemium, lo que significa que el jugador puede jugar sin necesidad de comprar moneda virtual, aunque puede usar dinero real para acelerar el progreso. Cuenta con gráficos 3D y jugabilidad similar al resto de la serie, añadiendo funciones de intercambio comercial para interactuar con otros jugadores.

## Versiones especiales y Spin-off

### SimFarm
SimFarm fue lanzado en el 1993 para DOS, Windows y Mac. Es un spin-off del Simcity. Se centra en el desarrollo de una granja, permitiéndole al jugador sembrar y cultivar en ella.

### SimCity Card Game
SimCity: The Card Game es un juego de cartas coleccionables basado en el SimCity. Fue lanzado en 1995 por Mayfair Games. Varias expansiones se lanzaron para el juego, añadiendo cartas políticas y de localidades de varias ciudades, incluyendo Chicago, Washington, New York, y Atlanta. Una expansión de Toronto fue planeada, pero nunca fue lanzada.

### SimCopter
SimCopter pone al jugador en el papel de un piloto de helicóptero sobrevolando ciudades en 3D. Permite al usuario importar mapas del juego SimCity 2000.
Hay dos modos de juego: el Modo Libre y el Modo Carrera. La modalidad libre permite al jugador volar a través de sus propias ciudades importadas o en cualquiera de las 30 ciudades que incluye el juego.
El segundo modo, es el Modo Carrera. Esto sitúa a los jugadores en la piel de un piloto haciendo varios trabajos en torno a la ciudad.

### Streets of Simcity
Streets of SimCity es un Juego de carreras y a la vez de combate entre vehículos, publicado en 1997 por Maxis.
Una de las atracciones principales del juego fue la posibilidad de explorar cualquier ciudad creada en SimCity 2000 desde un vehículo con un estilo cinematográfico. El juego, al igual que el SimCopter, es en 3D y el vehículo del jugador se puede controlar mediante un teclado, un Joystick o Gamepad. Otra característica es el modo de juego en red, en el que los jugadores pueden tener combates a muerte con un máximo de seis rivales.
Fue el último juego de Maxis en ser desarrollado y publicado sin supervisión de Electronic Arts.

### SimsVille
SimsVille fue un videojuego desarrollado por Maxis que tiene su origen gracias al éxito de Los Sims. La intención de la empresa en este proyecto era la de juntar en un mismo producto Los Sims y SimCity, dos videojuegos con una gran reputación y éxito en ventas. Fue cancelado el 20 de septiembre de 2001, según porque el estudio propiedad de Electronic Arts veía que SimsVille no cumplía los requisitos mínimos de calidad que el estudio siempre había respetado desde 1997. Tras la cancelación el equipo de desarrollo fue distribuido por diferentes proyectos que por aquel entonces estaban en desarrollo, como las expansiones de Los Sims, Los Sims Online o SimCity 4.

### Los Sims
Los Sims es un juego de simulación social de los mismos desarrolladores que SimCity sin embargo se enfoca más en el manejo de un personaje y deja en segundo plano factores como la ciudad.

### SimCityEDU: Pollution Challenge!
SimCityEDU: Pollution Challenge! es un videojuego pensado para alumnos de Primaria con el cual los profesores tienen las herramientas y el contenido necesarios para que los alumnos trabajen temas como ciencia, tecnología, ingeniería, matemáticas, ciudadanía, política, resolución de conflictos y economía. En el juego, los estudiantes toman el papel de alcalde de la ciudad, abordando el impacto ambiental mientras se equilibran las necesidades de empleo y felicidad de los residentes de la ciudad. Durante las seis misiones de las que consta el juego, los alumnos participan en actividades que evalúan su capacidad para resolver problemas, comprender sistemas y leer e interpretar datos a partir de diagramas.